# Jared Clark
Jared Clark (ur. 21 stycznia 1998 w Adelaide) – vanuacki piłkarz australijskiego pochodzenia grający na pozycji obrońcy w australijskim klubie FK Beograd oraz reprezentacji Vanuatu. Całą swoją karierę spędził w Asutralii, grając w drugiej drużynie Adelaide United i Croydon FC. W kadrze Vanuatu zadebiutował 10 marca 2022 w meczu z Fidżi. Został powołany na Puchar Narodów Oceanii 2024.